# Rhinobatos salalah
Rhinobatos salalah är en rockeart som beskrevs av Randall och Compagno 1995. Rhinobatos salalah ingår i släktet gitarrfiskar, och familjen Rhinobatidae. IUCN kategoriserar arten globalt som otillräckligt studerad. Inga underarter finns listade i Catalogue of Life.